# 霍斯特·威塞尔
霍斯特·威塞尔（Horst Ludwig  Wessel，1907年10月9日—1930年2月23日）是一名德国纳粹活动家，于1930年被杀后，被追授为纳粹运动的英雄。他是歌曲《霍斯特·威塞尔之歌》，又称《旗帜高扬》（Die Fahne hoch）的歌词作者，这首歌曲是纳粹党的党歌，从1933年到1945年，也是纳粹德国的第二国歌。

## 早年
霍斯特·威塞尔出生在威斯特法伦的比勒费尔德，他的父亲路德维希·韦塞尔博士是一位路德会牧师，从1913年直到1930年去世一直担任柏林最古老的教堂之一， 尼古拉教堂的主任牧师。他的母亲路易丝·玛格丽特·韦塞尔也来自路德会牧师的家庭。他们全家住在附近的犹太大街（Judenstrasse） 其在中世纪曾是柏林犹太人隔都的中心。 
威塞尔受过良好的教育，从1914年到1922年就读小学（Volksschule des Köllnischen Gymnasiums），从1922年就读文法中学（Königstadt）。1926年4月他进入弗里德里希-威廉大学法学院（今菩提树下大街的洪堡大学），表现为令人满意的学生，直到他决定将全部时间献给纳粹运动。
威塞尔在早年就热衷于政治活动。他的父亲支持保守的德国国家人民党，威塞尔在15岁时加入了该党的青年团体俾斯麦青年（Bismarckjugend），很快他成为当地领袖，参加与德国社会民主党和共产党青年团体的街头战斗。

## 纳粹活动家

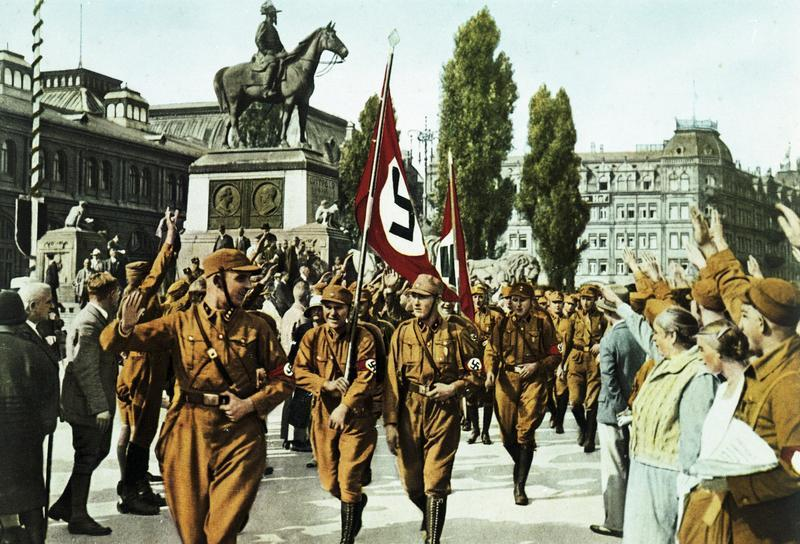
威塞尔率领他的冲锋队，1929年，纽伦堡

不过，到1926年，霍斯特·威塞尔变得对德国国家人民党而言还是太激进了，于是同年12月他加入纳粹党及其准军事组织冲锋队。直到这时，纳粹在“红色的柏林”还很虚弱，但是从1926年在新任精力充沛的大区长官约瑟夫·戈培尔博士的带领下，纳粹党迅速击败了其他政党。威塞尔是由给戈培尔带入的纳粹化浪潮中的一员。 
威塞尔很快给戈培尔留下了深刻印象，在1928年1月，柏林市当局为限制街头政治暴力取缔了冲锋队，他被派往维也纳，在那里学习纳粹运动的组织和策略。1929年5月威塞尔被任命为leader of SA-Troop 34, 当时他所居住的腓特烈斯海因区。1929年10月，他决定把全部时间投入纳粹运动，放弃了大学学业。 
除了从事政治活动之外，威塞尔还有一些音乐天分。他演奏一种德国流行的双簧管芦笛（schalmei），成立了一支冲锋队芦笛乐队，用于在冲锋队列队行进、会议和吸引新的追随者时演奏音乐。1929年初，威塞尔为一首新的纳粹战歌（Kampflied）写了歌词，最初于9月发表在戈培尔的报纸《进攻》（Der Angriff）上，标题是《不知名的冲锋队员》（Der Unbekannte SA-Mann），这首歌后来称为《旗帜高扬》或《霍斯特·威塞尔之歌》。后来纳粹宣称他还作了曲，但是事实上曲调似乎取自第一次世界大战德国帝国海军歌曲，最初可能是一首民歌。 
当时柏林夜生活的中心亚历山大广场，是威塞尔的冲锋队版图的一部分。按照Richter Norton所说，威塞尔从事于为其他纳粹人物获得妓女。1929年9月，他在亚历山大广场的酒吧结识一名18岁的妓女 Erna Jänicke。不久，他搬到她在大法兰克福街（今卡尔·马克思大街）的房间与她同居。女房东Frau Salm，其已故丈夫是一名活跃的共产党员。Frau Salm 看来相当不喜欢威塞尔，几个月后由于未付房租而爆发了争吵。
1930年1月14日晚上，有人敲门，威塞尔去开门时，被枪击中脸部，袭击者随后逃离现场。威塞尔严重受伤，在医院弥留多日，直到2月23日死亡。杀死他的刺客是阿布雷契或阿里·霍勒尔，是当地共产党的一名活跃成员。霍勒尔被判处六年监禁，到1933年纳粹党执政后被盖世太保杀死。德国共产党宣布对这次袭击不知情，并表示这是由于威塞尔和女房东之间的金钱纠纷而引起。另一个版本说，杀死霍斯特·威塞尔的凶手是争夺Jänicke感情的竞争对手。这个问题始终没有得到解决。有可能是女人Frau Salm 请她已故丈夫的老同志帮助对付顽抗房租的房客，也可能是当地共产党为当天早些时候一名17岁的共产党员卡米洛·罗斯被当地纳粹谋杀而进行的报复性枪击事件。

## 身后
3月1日，霍斯特·威塞尔埋葬在普伦茨劳大道的尼古拉公墓。据报道有3万人排列在街道两旁，观看出殡队伍。戈培尔发表了悼词，赫尔曼·戈林和前皇帝威廉二世的儿子奥古斯特·威廉王子（他也加入了冲锋队）出席了葬礼仪式。
1933年纳粹党执政后，在他的坟墓前竖立了精心制作的纪念碑，是纳粹党人每年前去朝圣的地点，并且要在那里唱霍斯特·威塞尔之歌，以及发表演讲。戈培尔的宣传机器将威塞尔拔高到纳粹运动头号烈士的地位。纳粹宣传颂扬他的生活。冲锋队杂志Die Brünnen宣称，“霍斯特·威塞尔远远超过拿撒勒的耶稣多少-耶稣尚且请求将苦杯取开。威塞尔超过耶稣何等高不可攀的高度！”霍斯特·威塞尔得到了纪念碑、书籍和电影等各种方式的纪念。汉斯·海因茨·埃韦斯为他写了一本传记小说。纳粹时期最早的电影之一就是根据埃韦斯的小说改编，关于他生平的理想化版本。但是戈培尔不喜欢这部电影，临时加以取缔，在改动后才允许发行，主角的名字也被改为虚构的“汉斯 Westmar”。
威塞尔去世的柏林的腓特烈斯海因区，被更名为霍斯特·威塞尔区，米特区的一个广场 Bülowplatz也被更名为霍斯特·威塞尔广场，附近的地铁车站也一同更名。战后，腓特烈斯海因区恢复原名，位于东柏林的霍斯特·威塞尔广场以卡尔·李卜克内西命名为李卜克内西广场。1969年以社会主义者女英雄罗莎·卢森堡重新命名为罗莎·卢森堡广场，直到今日。
1936年，德国海军将一艘三桅训练舰命名为“霍斯特·威塞尔号”。这艘船在第二次世界大战后成为美国的战利品。经过维修和改装，1946年5月15日加入美国海岸警卫队，目前仍在服役。 
霍斯特·威塞尔的“殉道”直接促使他的《霍斯特·威塞尔之歌》成为纳粹党正式的奉献之歌（Weihelied）。从1933年起，这首歌又成为德国国歌非正式的第二部分，紧接着《德意志高于一切》之后演唱。1945年，这首歌曲和其他所有纳粹标志遭到禁止，直到今日，无论歌词还是旋律在德国都是非法的。
1945年纳粹德国倒台后，威塞尔的坟墓位于共产党统治的东柏林。纪念物被摧毁，威塞尔的遗体被挖出销毁。其坟墓的方位现在只能威塞尔父亲路德维希的墓碑来标明，那上面的姓氏“威塞尔”也被除去。